# Erich Klein
Erich Klein (28 de abril de 1931 - 7 de octubre de 2013) fue un botánico austríaco, especializado en la familia de las orquídeas, habiendo reconocido e identificado más de 145 especies y variedades. Ha publicado numerosos trabajos sobre los géneros Nigritella, Epipactis, Pseudorchis, Orchis, Ophrys, así como pigmentos de flores de orquídeas europeas.

## Algunas publicaciones
- 1973. Orchis sancta L. × Orchis coriophora L. subsp. fragrans (Pollich) Camus – die erste intragenerische Hybride der Sektion Coriophorae Parlat. Die Orchidee 24(5): 209-211

- 1976. Duftstoffe einer Orchideengattung als Sexualpheromone ihrer Insektenbestäuber. Dragoco Report 23 (11/12): 247-258

- 1977. Zwei neue Ophrys-Hybriden von der Insel Kreta. Hoppea 36: 467-471

- n. Wiśniewski, e. Klein. 1976 (1977). Zum Verhalten von Neottianthe cuculata (L.) Schltr. an der Westgrenze ihrer Verbreitung in Europa. Jahresber. Naturwiss. Ver. Wuppertal 29: 89-102

- e. Klein. 1978. Hyperchrome und apochrome Orchideenblüten. Die Orchidee 29(1): 21-31

- ------------. 1978. Die Farbvarietäten von Nigritella und den Arten der Subsektion Moriones der Gattung Orchis als Beispiel apochromer Serien. Die Orchidee 29(2): 71-78

- ------------. 1978. Eine neue Hybride mit einem Mitglied der Ophrys-Subsektion Aegaeae: O. cretica (Vierh.) Nelson × O. bombyliflora Link. Die Orchidee 29(5): 215-217

- ------------. 1978. Parfum d`une espéce d´orchidée en tant que pheromones sexuelles de ses insectes pollinisants. L`Orchidophile 34: 1129-1139

- ------------. 1979. Die apochromen Farbvarietäten der Epipactis atrorubens (Hoffm.) Besser. Die Orchidee 30(1): 9-12

- ------------. 1979. Revision der spanischen Epipactis-Taxa E. atrorubens (Hoffm.) Schult. subsp. parviflora A. et C.Niesch., „E. atrorubenti-microphylla“ und E. tremolsii Pau. Die Orchidee 30(2): 45-51

- h. Teppner, e. Klein. 1985. Karyologie und Fortpflanzungsmodus von Nigritella (Orchidaceae-Orchideae), inkl. N. archiducis-joannis spec. nov. und zwei Neukombinationen. Phyton (Horn) 25(1): 147-176

- ------------, ------------. 1985. Nigritella widderi spec. nov. (Orchidaceae-Orchideae). Phyton (Horn) 25(2): 317-326

- w. Rossi, r. Carpineri, h. Teppner, e. Klein. 1987. Nigritella widderi (Orchidaceae-Orchideae) in the Apennines. Phyton (Horn) 27(1): 129-138

- ------------, e. Klein. 1987. Eine neue Unterart der Epipactis helleborine (L.) Crantz aus Mittelitalien: Epipactis helleborine (L.) Crantz susp. latina W.Rossi et E.Klein subspecies nova. Die Orchidee 38(2) : 93-95

- e. Klein. 1989. Die intragenerischen Hybriden der Gattung Orchis sowie deren intergenerischen Hybriden mit den Gattungen Anacamptis, Aceras und Serapias. Ber. Arbeitskr. Heim. Orch. 6(1): 12-24

- ------------. 1989. Dactylorhiza sphagnicola und Dactylorhiza praetermissa in Hamburg. Ber. Arbeitskr. Heim. Orch. 6(2): 64-66

- d. Strack, e. Busch, e. Klein. 1989. Anthocyanin patterns in European orchis and their taxonomic and phylogenetic relevance. Phytochemistry 28(8): 2127-2139

- h. Teppner, e. Klein. 1989. Gymnigritella runei spec. nova (Orchidaceae-Orchideae) aus Schweden. Phyton (Horn) 29(2): 161-173

- ------------, ------------. 1991. Nigritella rhellicani spec. nova und N. nigra (L.) Rchb.f. s. st. Phyton (Horn) 31(1): 5-26

- ------------, ------------. 1994. Nigritella gabasiana spec. nova, N. nigra subsp. iberica subsp. nova (Orchidaceae-Orchideae) und deren Embryologie. Phyton (Horn) 33(2): 179-209

- ------------, ------------, a. Drescher, m. Zagulskij. 1994. Nigritella carpatica (Orchidaceae-Orchideae) – ein Reliktendemit der Ost-Karpaten. Phyton (Horn) 34(2): 169-187

- e. Klein. 1996. Die Blütenfärbung in der Gattung Nigritella (Orchidaceae-Orchideae) und ihre taxonomische Relevanz, inkl. einer Neukombination. Phyton (Horn) 36(1): 53-62

- ------------, a. Drescher. 1996. Nigritella nigra (Orchidaceae-Orchideae) im Massiv Central (Frankreich). Phyton (Horn) 36(2): 231-250

- ------------, h. Kerschbaumsteiner. 1996. Die Orchideen der Steiermark. Eine Ikonographie und Verbreitungsübersicht. Joanneum-Verein Graz

- ------------. 1997. Epipactis helleborine (L.) Crantz subsp. orbicularis (Richter) Klein comb. nova, eine xerophile Unterart (Orchidaceae-Neottieae). Phyton (Horn) 37(1): 71-83

- h. Teppner, e. Klein. 1998. Etiam atque etiam – Nigritella versus Gymnadenia: Neukombinationen und Gymnadenia dolomitensis spec. nova (Orchidaceae-Orchideae). Phyton (Horn) 38(1): 220-224

- ------------, ------------. 1999. Etiam atque etiam – Nigritella versus Gymnadenia: Neukombinationen. Liparis 5: 68-73

- e. Klein. 2000. Pseudorchis albida subsp. tricuspis (Beck) Klein stat. nov., eine weitgehend übersehene, calcicole, alpisch-boreale Sippe (Orchidaceae-Orchideae). Phyton (Horn) 40(1): 141-159

- m. Hedrén, e. Klein, h. Teppner. 2000. Evolution of Polyploids in the European Orchid Genus Nigritella: Evidence from Allozyme Data. Phyton (Horn) 40(2): 239-275

- e. Klein. 2004. Das intersektionale und intergenerische Hybridisierungsgeschehen in der Gattung Orchis (Orchidaceae-Orchideae) und seine Relevanz für die systematische Gliederung dieser Gattung. Jour. Eur. Orch. 36(3): 637-659

- ------------, m. Laminger. 2004. Epipactis lapidocampi spec. nova, (Orchidaceae-Neottieae). Phyton (Horn) 44(2): 185-189

- ------------. 2005. Versuch einer Gliederung der Gattung Epipactis Zinn (Orchidaceae-Neottieae). Jour. Eur. Orch. 37(1): 121-130

- ------------, g. Deutsch. 2005. Dactylorhiza transsilvanica (Schur) Averyanov ist definitiv keine weitere diploide Sippe aus dem Dactylorhiza maculata Komplex. Jour. Eur. Orch. 37(1): 229-233

- d. Tyteca, e. Klein. 2008. Genes, morphology and biology - The systematics of Orchidinae revisited. J. Eur. Orch. 40(3): 501-544

- e. Klein, m. Laminger. 2008. Zwei Epipactis-Hybriden im Föhrenwald des Steinfelds (Niederösterreich). J. Eur. Orch. 40(3): 563-568
- La abreviatura «E.Klein» se emplea para indicar a Erich Klein como autoridad en la descripción y clasificación científica de los vegetales.[1]

## Fuente
- Allen G. Debus (dir.) 1968. Quién es Quién en Ciencia. Diccionario Biográfico de Notables Científicos desde la Antigüedad al Presente. Marquis-Who’s Who (Chicago) : xvi + 1855 pp.